# 加治田・兼山合戦
加治田・兼山合戦（かじた・かねやまがっせん）は、天正10年（1582年）7月に斎藤利堯と森長可との間で行われた合戦である。

## 合戦に至る経緯
天正10年（1582年）6月2日、本能寺の変で織田信長が死去した後、6月27日の清洲会議により織田信孝が岐阜城主となって美濃国を支配した。信孝は次第に反秀吉の態度を示し始めるが、西濃や東濃の諸将の多くは秀吉に加担した。鳥峰城主森長可も、始めは信孝に属して人質仙千代（忠政）を送っていたが、ひそかに人をやり忠政を奪い返して秀吉派につくと、本能寺の変後の混乱に乗じて、東濃・中濃を支配しようとした。長可は7月2日未明に鳥峰城の近隣にある肥田忠政の米田城（加茂山）を急襲した。肥田忠政は病を患っていた為、同夜に加治田城の斎藤利堯を頼って落ち延びた。長可はこれを聞いて「玄蕃（肥田忠政）は病気であるから意のままにならなかったであろう。また加茂山には地の利が無い。それにひきかえ、加治田は攻撃に備えて大きな川を背にして、城兵の勇気のためには利のあるところである。加治田の一か所にかたまり、わが勢を引き受けようとする場所に逃れたのは、なかなか天晴な大将である」と述べたと伝わる。長可は肥田忠政を追って織田信孝家老である斎藤利堯が城主を務める加治田城の攻略に向かった。
一方の斎藤利堯は弟・加治田城主の斎藤利治の留守居であり、本能寺の変当時は岐阜城の留守居でもあったと見られるが、変報を受けると岐阜城を掌握し、6月4日には美濃瑞龍寺・崇福寺・千手堂・西入寺に禁制を掲げている（瑞竜寺文書他）。その後、羽柴秀吉と信孝が明智光秀を討ち、6月20日ごろ京都を出立して美濃へ向かうと、利堯は国衆の人質を連れ、不破郡長松（現大垣市長松町）で引き渡しを行った。

## 合戦内容

### 牛ヶ鼻砦前哨戦
天正10年7月3日（1582年8月1日）、森長可は3,000余人の兵を率いて、馬串山（馬串山砦）から加治田城の支城である牛ヶ鼻砦（毛利山城）より飛騨川対岸にある小山に着陣し、飛騨川を渡って牛ヶ鼻砦に攻撃をしかけた。斎藤軍は西村治郎兵衛、湯浅新六らの物頭に軍兵500余りがついて守備しており、森軍の武将各務元正らと激戦を繰り広げるも勝敗はつかず、森軍は51余人討取られ金山へ兵を引いた。斎藤軍は40余人の戦死者を出して加治田城に撤退した。森軍は牛ヶ鼻砦の敗軍を思い、刺違えて加治田を攻め落とさんと、未明に馬串砦を発向し、加治田に向け軍を進め、その夜は堂洞合戦で廃城になった堂洞城址に登り、夕田に宿陣して軍議を練った。

### 加治田城攻城戦
翌7月4日、斎藤軍は利堯を総大将として決戦する事となり、加治田城の本丸山頂には拠らず、麓の上之屋敷の屋敷城を利堯本陣として森軍を迎え撃つ作戦を決め、東の山に家老長沼三徳が守備する三徳櫓、西の山には西村治郎兵衛が守備する砦で本陣を囲み、川浦川を天然の堀として三徳の嫡子長沼藤治兵衛に守備させ、東の白華山清水寺口には白江権左衛門、西の絹丸捨堀には湯浅新六などを配置して、総勢1,700余人で防備を固めた。
これに対し森長可は、夕田から滝田に出て川浦川対岸の檜山に本陣を置いたと推定され、全軍で中央突破をすると同時に、三徳を川浦川までおびき出す作戦をとった。長可がまず真屋新助らの率いる500余人の別働隊を、上町の対岸から強行渡河させると、藤治兵衛の兵100余人が山を下りて川岸に進撃し、それに呼応して利堯本隊300余人も合流した。森軍は次に林為忠らの率いる500余人の本隊先陣が渡河し、三徳の陣に進撃した。激戦になる中、長可が陣頭に立って川に馬を乗り入れ、本隊は下流の渡河に成功した。
森軍は藤治兵衛の部隊を全軍で攻撃し、長沼勢は支えきれずに三徳櫓へ押され、城下町は森軍の放火により燃え広がった。両軍必死の激戦が行なわれ、斎藤軍は混乱に陥り、藤治兵衛は黒の駒に打ち乗って諸卒を励ましながら防戦していたが、森軍の放った銃丸に胸板を打ち抜かれて落馬し、郎党にかかえられて三徳櫓へ運ばれるも絶命した。しかし、大将の利堯が各所に分かれている部隊を本陣に集め、森軍を囲むように攻め立てると、優勢だった森軍は次第に川向こうへ押し返された。
ここで、『堂洞軍記』によれば、斎藤軍より直井太郎左衛門が一騎討ちを呼びかけると、森軍の真屋新助がそれに応え、戦いの末直井が真屋の首を取ったという。こうして前半に森軍が勝っていた合戦は、後半になって斎藤軍が盛り返し、引き分けとなって森軍は落合藤衛門を殿軍として引き上げたとされる。
一方、斎藤軍が兵を分散した作戦は全くの失敗で、森軍に中央突破されたため惨敗して全軍は散乱。三徳櫓の攻略は本城陥落に値するもので、森軍は兵のいない空虚な本城を攻撃する必要はなく、勝鬨を挙げて凱旋したという見方もある。
他の軍記物では、斎藤軍が盛返し、森軍が本陣の堂洞城跡へ引返し、軍を集めている所へ、斎藤軍諸将が三方より攻上げ、森軍は南の谷へ崩れ落ち、戦うこと三度、森軍は多く討たれ金山へ軍を引き、斎藤軍（加治田衆）勝軍との記録がある。

## 合戦後
『堂洞軍記』などによれば、合戦後程なく加治田城主の斎藤利堯が死去したとされるが、信長葬儀直後の天正10年（1582年）10月18日付けで、秀吉が信孝の背信を詰った書状（浅野家文書・金井文書）は、岡本良勝と利堯宛てになっており、利堯は実際には死亡しておらず、信孝家臣の中でも代表的存在として仕えている。なお、『金山記』では米田城主の肥田忠政が同年中に病死したと記されている。
その後、斎藤利堯は信孝と秀吉の対立の中で、親族（甥にあたる）の稲葉一鉄に勧められて信孝から離れ、天正11年（1583年）5月、賤ヶ岳の戦いにより信孝が滅びてからは、誰にも仕えなかったと伝わる（武家事紀）。
加治田衆の多くは森家に任官し、加治田城は森氏の領地となった後に領土の維持・領内に多すぎる城の保全の煩雑さを考え廃城された。
森家に任官した加治田の武将軍団を森家では加治田衆として重要視された。その中心となった人物が井戸宇右衛門である（先の堂洞合戦で最後に討死にした岸信貞の嫡男である岸新右衛門も森可成の頃より加治田衆の一人として仕えた）。
美濃佐藤氏の一族である佐藤堅忠は兼山村一柳に寓居していたが、森忠政により徳川家康に推挙され、奉行職を歴任する。
斎藤利堯の家臣・長沼三徳と西村治郎兵衛は、隠棲しながら斎藤利治の遺児、斎藤義興、斎藤市郎左衛門の二人の男子を加治田城衣丸にて養育し、後に岐阜城主となった織田秀信に仕えた。また湯浅新六は隠棲し、後に「永禄美濃軍記」を記した。親族の斎藤元忠、斎藤徳元親子も織田秀信に仕え、織田家が没落すると徳元は江戸で和歌の教授者となった。
肥田忠政の子・肥田忠親は祖父の金森長近を頼り、その後、徳川家康より尾張藩徳川義直の家老を命じられ、以後、代々孫左衛門を名乗り尾張徳川家の家老職を輩出した。
肥田忠政の家臣・伊藤忠助・多田角右衛門は森家に仕え、小牧・長久手の戦いで長可と共に討死した（米田之庄肥田軍記）。
一方の森氏は東濃・北濃に勢力を持ち、秀吉の重臣となったが、天正12年（1584年）小牧・長久手の戦いで長可が戦死し、鳥峰城は末弟の忠政が継いだ。忠政は、信濃川中島藩を経て美作国の大半を有する津山藩初代藩主となった。
この戦いに参陣した大嶋光義は丹羽氏へ任官した後、豊臣氏、徳川氏等に任官し、その後加治田領を含む関藩の藩主となった。加治田勢で戦った次男の大嶋光政は、徳川幕府旗本寄合席となり、川辺大嶋氏と加治田大嶋氏の血筋を遺すことになる。